# 德钦丹东

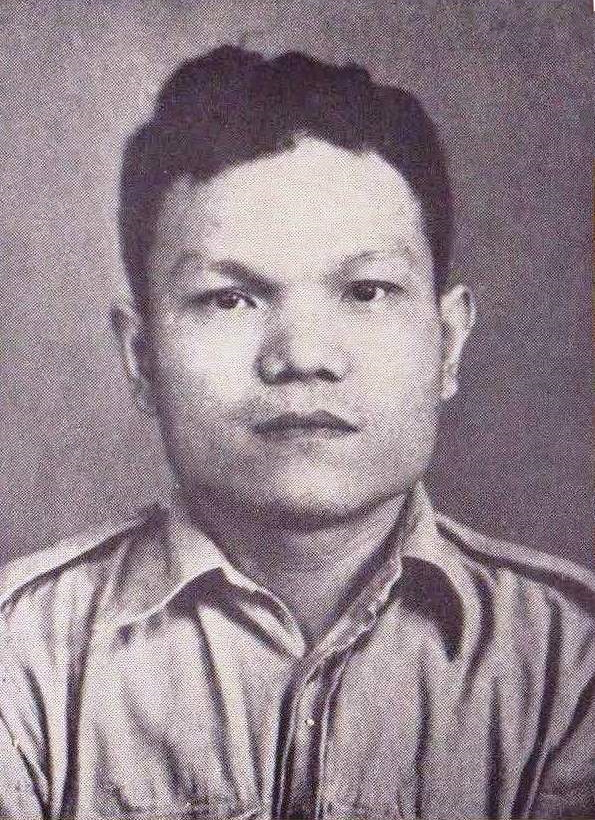
德钦丹东

德钦丹东（1911年—1968年9月24日），缅甸政治家、共产主义者。

## 生平
德钦丹东出生在缅甸的东吁。毕业于仰光的一所教师学校，后来成为一名教师。1936年加入德钦党，帮助巴莫的穷人党建立自由同盟。后来，他加入缅甸共产党，但被英属缅甸当局逮捕。
1942年巴莫的亲日政权建立后，丹东获释，被任命为土地与农业部长，并与杜钦季的妹妹结婚。随后转任战争部长。然而，他试图驱逐日本的势力，同英国建立联系，重建缅甸共产党，并同各抗日分子组成反法西斯人民自由同盟，由昂山担任主席，德钦丹东担任总书记。他在1945年策动全国反日的起义。
1946年，缅甸共产党发生分裂，德钦梭另立红旗共产党，德钦丹东则被选为缅共总书记。1948年，由于拒绝放弃武装斗争路线，缅共被缅甸政府认定为非法。德钦丹东自任缅共中央军事委员会主席、人民军总司令职务，奉行毛泽东思想中的“农村包围城市”方针，撤退到卑谬进行武装斗争，得到中华人民共和国的支持，攻取缅甸许多领土。
1967年，德钦丹东效仿中国的文化大革命，对党内人士进行清洗。许多青年学生领袖被他杀害，引起缅共内部许多人士的不满。1968年，他被一名部下杀害，随后该部下投奔了奈温领导的缅甸政府。
| 政党职务        | 政党职务                      | 政党职务      |
| --------------- | ----------------------------- | ------------- |
| 前任： 德钦登佩 | 缅甸共产党主席 1952年－1968年 | 繼任： 德钦辛 |